# Troy Aikman
Troy Kenneth Aikman (ur. 21 listopada 1966 w West Covina w stanie Kalifornia) – amerykański zawodnik futbolu amerykańskiego, grający na pozycji quarterbacka w drużynie Dallas Cowboys w National Football League. 
Troy Aikman został wybrany jako pierwszy zawodnik w drafcie NFL w 1989 roku przez drużynę Dallas Cowboys, gdzie spędził całą karierę. Trzykrotnie zdobył mistrzostwo ligi NFL. Sześciokrotnie był wybierany do meczu gwiazd Pro Bowl, raz zostając jego najbardziej wartościowym graczem.
W 2006 roku został wybrany do Pro Football Hall of Fame. Po zakończeniu kariery sportowej został komentatorem telewizyjnym w stacji telewizyjnej FOX. Za pracę jako komentator został nominowany do nagrody Emmy. Pojawił się również w kilku rolach w produkcjach filmowych i telewizyjnych. Między innymi zagrał samego siebie w wyróżnionym Oscarem filmie Jerry Maguire, a także gościnnie udzielił swojego głosu w jednym z odcinków serialu animowanego Simpsonowie.